# Matteo Lodo
Matteo Lodo (Terracina, 25 de octubre de 1994) es un deportista italiano que compite en remo.
Participó en dos Juegos Olímpicos de Verano, obteniendo dos medallas de bronce en la prueba de cuatro sin timonel, en Río de Janeiro 2016 y en Tokio 2020.
Ganó tres medallas en el Campeonato Mundial de Remo entre los años 2015 y 2018, y cinco medallas en el Campeonato Europeo de Remo entre los años 2017 y 2024.

## Palmarés internacional
| Juegos Olímpicos   | Juegos Olímpicos             | Juegos Olímpicos  | Juegos Olímpicos   |
| Año                | Lugar                        | Medalla           | Prueba             |
| ------------------ | ---------------------------- | ----------------- | ------------------ |
| 2016               | Río de Janeiro 2016 (Brasil) | Medalla de bronce | Cuatro sin timonel |
| 2020               | Tokio (Japón)                | Medalla de bronce | Cuatro sin timonel |
| Campeonato Mundial |                              |                   |                    |
| Año                | Lugar                        | Medalla           | Prueba             |
| 2015               | Aiguebelette (Francia)       | Medalla de oro    | Cuatro sin timonel |
| 2017               | Sarasota (Estados Unidos)    | Medalla de oro    | Dos sin timonel    |
| 2018               | Plovdiv (Bulgaria)           | Medalla de plata  | Cuatro sin timonel |
| Campeonato Europeo |                              |                   |                    |
| Año                | Lugar                        | Medalla           | Prueba             |
| 2017               | Račice (República Checa)     | Medalla de oro    | Dos sin timonel    |
| 2020               | Poznań (Polonia)             | Medalla de bronce | Dos sin timonel    |
| 2021               | Varese (Italia)              | Medalla de plata  | Dos sin timonel    |
| 2022               | Múnich (Alemania)            | Medalla de bronce | Ocho con timonel   |
| 2024               | Szeged (Hungría)             | Medalla de plata  | Cuatro sin timonel |